# Bojan Prešern
Bojan Prešern (født 4. august 1962 i Jesenice, Jugoslavien) er en slovensk tidligere roer.
Prešern vandt bronze for Jugoslavien i toer uden styrmand ved OL 1988 i Seoul. Hans makker i båden var Sadik Mujkič. I finalen blev slovenerne besejret af briterne Andy Holmes og Steve Redgrave, der vandt guld, og af rumænske Dănuț Dobre og Dragoș Neagu, som fik sølvmedaljerne.

## OL-medaljer
- 1988:  Bronze i toer uden styrmand